# دلگان شیخ چراغ
دلگان شیخ چراغ، روستایی در دهستان نگور بخش مرکزی شهرستان دشتیاری در استان سیستان و بلوچستان ایران است.

## جمعیت
بر پایه سرشماری عمومی نفوس و مسکن در سال ۱۳۹۵، جمعیت این روستا برابر با ۴۹۱ نفر (۱۱۵ خانوار) بوده‌است.